# 8135 Davidmitchell
8135 Davidmitchell este o planetă minoră (asteroid), cu un diametru de 4,929 km, din centura de asteroizi. A fost descoperită pe 7 noiembrie 1978 la Observatorul Palomar de Eleanor F. Helin. 
Obiectul prezintă o orbită caracterizată de o semiaxă mare de 2,4370713 UAi, o excentricitate de 0,07, o înclinație de 3,90001 ° în raport cu ecliptica.